# Otto Moldenhauer
Otto Moldenhauer (* 30. August 1882 in Bornstedt; † 27. April 1969 in Berlin) war ein deutscher Filmarchitekt.

## Leben und Wirken
Moldenhauer war in Potsdam zur Schule gegangen und ließ sich als junger Mann zum Maler, Architekten und Bildhauer ausbilden. Anschließend arbeitete er als freischaffender Künstler. 
Im August 1919 stieß Moldenhauer als Mitarbeiter des Architekten Paul Leni zum Film. Bei seinen frühen Filmen musste er die Entwürfe Lenis umsetzen; seit 1921 arbeitete er auch als selbständiger Designer. In dieser Funktion kooperierte Moldenhauer bis zu Beginn der Tonfilmzeit zehn Jahre lang mit dem Regisseur Gerhard Lamprecht, für dessen realistische, sozial engagierte Stoffe er einige bemerkenswerte naturalistische Bauten schuf, die sich deutlich vom gängigen Plüsch des Ausstattungskinos wie auch von den expressionistischen Formen des zu dieser Zeit populären „Kinos des Phantastischen“ abhoben.
Nach 1931 arbeitete Moldenhauer nur noch zweimal mit Lamprecht zusammen; die Resultate (Ein seltsamer Gast, Madame Bovary) fielen weit weniger überzeugend aus. Im Dritten Reich schwand Moldenhauers Bedeutung; seine Dekorationen – darunter Bauten zu diversen Kurzfilmen von Piel Jutzi – gerieten zu purer Routine. 
Zuletzt arbeitete er, meist ohne Namensnennung, nur noch anderen Architekten (Hans Ledersteger und Ernst Richter) zu. Bei Kriegsende zog sich Otto Moldenhauer von der aktiven Filmarbeit weitgehend zurück. Nach 1945 erhielt er den einen oder anderen Gelegenheitsjob von der DEFA.

## Filmografie (Auswahl)
- 1919: Prinz Kuckuck
- 1920: Der weiße Pfau
- 1921: Der Friedhof der Lebenden
- 1921: Die Erlebnisse einer Kammerzofe
- 1921/22: Frauenbeichte (3 Teile)
- 1923: Stadt in Sicht
- 1923: Buddenbrooks
- 1925: Die Verrufenen
- 1925: Hanseaten
- 1926: Die Unehelichen
- 1926: Kubinke, der Barbier, und die drei Dienstmädchen
- 1926: Menschen untereinander
- 1926: Schwester Veronika
- 1927: Der Katzensteg
- 1928: Der alte Fritz (2 Teile)
- 1928: Sensations-Prozess
- 1928: Unter der Laterne
- 1928: Anastasia, die falsche Zarentochter
- 1928: Die seltsame Nacht der Helga Wangen
- 1928: Der Mann mit dem Laubfrosch
- 1929: Auf der Reeperbahn nachts um halb eins
- 1929: Bobby, der Benzinjunge
- 1930: Zweierlei Moral
- 1931: Zwischen Nacht und Morgen
- 1931: Der schönste Mann im Staate
- 1933: Reifende Jugend
- 1933: Der Meisterboxer
- 1934: Der Herr Senator. Die fliegende Ahnfrau
- 1934: Die beiden Seehunde
- 1935: Die selige Exzellenz
- 1936: Ein seltsamer Gast
- 1936: Moral
- 1936: Ein Lied klagt an
- 1937: Madame Bovary
- 1937: Unter Ausschluß der Öffentlichkeit
- 1937: Hahn im Korb
- 1938: Mordsache Holm
- 1938: Spaßvögel
- 1939: D III 88
- 1939: Mein Mann darf es nicht wissen
- 1940: Falstaff in Wien
- 1941: Kampfgeschwader Lützow
- 1941: Quax, der Bruchpilot
- 1943/44: Eine kleine Sommermelodie (UA: 1982)